# Вилпулкская волость
Вилпулкская волость — одна из административных территорий Валмиерского края. Граничит с Ипикской, Лодской, Ерской, Раматской, Селинской и Кёнской волостями своего края, а также с волостью Мульги уезда Вильяндимаа в Эстонии (ранее волостью Абья ).

## Природа

### Гидрография

#### Реки
Каучупите, Кранюпите, Пестава, Виртите .

## История
В 1945 году в Тернейской волости Вольмарского уезда была основана деревня Вилпулка. Деревня Вилпулка принадлежала Руйиенскому (1949—1959) и Валмиерскому (1959—2009) районам. В 1954 году ликвидированная деревня Виркены была добавлена к деревне Вилпулка. В 1990 году деревня была преобразована в волость. В 2009 году Вилпулкская волость как административную территория была включена в Руйиенский край. 1 июля 2021 года в ходе административно-территориальной реформы Латвии 2021 года, Вилпулкская волость вошла во вновь образованный Валмиерский край.

## Население

### Населенные места
Крупнейшие населенные пункты - Вилпулка (волостной центр) и Виркены .